# Juan Manuel Utrilla Constantino
Juan Manuel Utrilla Constantino (10 de julio de 1987,Yajalón, Chiapas) es un político y empresario mexicano, miembro del Partido Verde Ecologista de México (PVEM). Actualmente es presidente municipal de Yajalón, cargo que a ocupado de 2018-2021 y de 2021-2024. Actualmente se desempeña como Diputado Local del Distrito IV en la LXIX Legislatura del Congreso del Estado de Chiapas, coordinando su fracción parlamentaria.

## Carrera y primeros años
Primeros años y educación
Nació en Yajalón, Chiapas, donde desde joven mostró habilidades deportivas y de liderazgo. Fue un destacado futbolista infantil y participó en campamentos deportivos de verano que fomentaron su disciplina. Además, incursionó en la charrería, afición que mantiene hasta el día de hoy.
Cursó la licenciatura en Mercadotecnia en la ciudad de Puebla, Puebla.
Trayectoria empresarial
Antes de su incursión en la política, Utrilla Constantino se desempeñaba como empresario en el ramo de la construcción, con presencia regional en Chiapas. Actividad a la que le puso una pausa para poder participar en política sin que existiera conflicto de intereses.
Carrera política
En 2018, fue electo alcalde de Yajalón, Chiapas, destacándose por implementar proyectos que devolvieron la gobernabilidad y paz social al municipio, además de promover el desarrollo regional.
Gracias a los resultados obtenidos en su primera administración, fue reelecto en 2021 para un segundo período como presidente municipal (2021-2024). Durante su gestión, Yajalón fue reconocido como el mejor municipio de Chiapas en prácticas administrativas durante 2021, 2022 y 2023 por el Instituto Nacional para el Federalismo (INAFED), dependiente de la Secretaría de Gobernación.
Al final de su mandato, solicitó licencia para competir por la Diputación Local del Distrito IV de Chiapas, obteniendo la victoria bajo las siglas del Partido Verde Ecologista de México. Actualmente, representa dicho distrito en la LXIX Legislatura del Congreso del Estado de Chiapas.
Actividades partidistas
Además de su legislativa laboral, el PVEM le ha encomendado responsabilidades adicionales, como la coordinación regional del distrito con sede en Palenque, el cual incluye ocho municipios. También forma parte del consejo estatal de su partido.
Reconocimientos
- 2021, 2022 y 2023: Yajalón fue reconocido como "el mejor municipio de Chiapas en prácticas administrativas[3]" por el INAFED.